# Levan Silagadze
Levan Silagadze (géorgien : ლევან სილაგაძე), né le 4 août 1976 à Roustavi en Géorgie, est un footballeur international géorgien, qui évoluait au poste de défenseur.

## Biographie

### Carrière de joueur
Levan Silagadze dispute 15 matchs en Ligue des champions, et 7 matchs en Coupe de l'UEFA,.

### Carrière internationale
Levan Silagadze compte 21 sélections avec l'équipe de Géorgie entre 1998 et 2001. 
Il est convoqué pour la première fois par le sélectionneur national Vladimir Gutsaev pour un match amical contre la Lettonie le 6 février 1998 (victoire 2-1). Il reçoit sa dernière sélection le 2 juin 2001 contre l'Italie (défaite 2-1).

## Palmarès
- Avec le Skonto Riga
  - Champion de Lettonie en 1997, 1998 et 1999
  - Vainqueur de la Coupe de Lettonie en 1997 et 1998

- Avec le Torpedo Koutaïssi
  - Champion de Géorgie en 2001 et 2002
  - Vainqueur de la Coupe de Géorgie en 2001

- Avec le Rubin Kazan
  - Champion de Russie de D2 en 2002

- Avec le Dinamo Tbilissi
  - Champion de Géorgie en 2005
  - Vainqueur de la Coupe de Géorgie en 2004